# Omnikrom
Omnikrom est un groupe de hip-hop et d'electro canadien, originaire de Montréal, au Québec. Il est formé de Jeanbart, Linso Gabbo et du producteur Figure8.
Durant son existence, le groupe compte des collaborations avec les MCs du groupe français TTC sur le morceau Pour te réchauffer (extrait de la street-tape de Cuizinier et sur leur deuxième EP : Future Millionnaire Vol.2, 24 pouces glacés) et Danse la poutine, ainsi qu'avec le groupe numéro# sur le succès Chewing-gum Fraise (version originale). Ils sont également très généreux avec de jeunes groupes pour les featurings sur leurs albums (Payz Play, Mic Life, Donzelle, Le Chum, Jeune Chilly Chill et même Tido Berman et The Genevan Heathen). Aussi dans la chanson Bon Gars, ils sont avec Mic Life.

## Biographie
Omnikrom est composé de deux MCs, Jean Bart et Linso Gabbo, et du producteur Figure8. Jean Bart et Linso Gabbo faisaient anciennement partie d'un groupe appelé leur premier groupe, Être Abstrait jusqu'en 2002 lorsqu'ils rejoignent les rangs d'Omnikrom. Le groupe est également produit par Tepr, Kid Rolex et Ghislain Poirier.
En juin 2006, Omnikrom se retrouve au centre d'une controverse à la suite de leur participation aux FrancoFolies de Montréal. Dans un article publié dans La Presse, une journaliste dénonce les textes crus de leurs chansons, ainsi que celles du groupe rap humoristique Black Taboo, pointant des extraits qu'elle considérait hypersexuels. L'article a mené à un reportage sur le sujet à l'émission Le Point sur les ondes de Radio-Canada et a soulevé un débat entre amateurs de hip-hop, musiciens et divers observateurs.
Après avoir signé au label Saboteur, Omnikrom publie son premier album officiel intitulé Trop banane ! le 1er mai 2007. Au gala de l'ADISQ, le 23 octobre 2007, cet album remporte le Prix Félix dans la catégorie « Album de l'année hip-hop »,,. Il gagne aussi le prix du meilleur album hip-hop au GAMIQ 2007. De cet album est extraite la chanson Danse la poutine, qui est clippée. Il compte 8 000 exemplaires vendus en 2009.
Entre 2007 et 2008, ils partent en tournée québécoise et européenne aux côtés de Baz du webzine québécois 33mag. Au début de 2008, Omnikrom part en tournée dans tout le Québec aux côtés de Teki Latex. La même année, le groupe publie son deuxième album, Comme à la télévision. En février 2010, ils publient un nouveau clip Dans tes rêves avec Cœur de pirate.

## Style musical
Omnikrom joue du hip-hop, et également des genres musicaux dérivés de celui-ci incluant crunk du Sud-Est des États-Unis, trap et cloud rap. Le groupe est également catégorisé par la presse spécialisée dans les domaines electro-rap, pop et electro-pop-rap.

## Discographie

### Albums studio
- 2007 : Trop Banane!
- 2008 : Comme à la télévision
- 2009 : 24 pouces glacé
- 2012 : Pitché dans le WOW

### EPs
- 2005 : Futurs Millionnaires vol.1
- 2006 : FM2 : 24 pouces glacés

### Singles
- 2009 : Comme à la télévision

## Vidéo clips
- Été Hit (2007)
- Chewing-gum fraise - avec Numéro# (2007)
- Danse La Poutine - avec TTC (2007 - Réal. par Baz)
- Prends une photo avec moi (2008)
- Bon gars - avec Mic Life (2008)
- Comme à la télévision (2009)
- Dans tes rêves - avec Cœur de pirate (2010)